# Máy chủ x86
Máy chủ x86 là một loại máy chủ dựa trên kiến trúc x86, kiến trúc vi xử lý đã đống vai trò quan trọng trong lịch sử công nghệ thông tin. Kiến trúc này được phát triển bởi Intel và sau đó được các hãng khác như AMD nhân rộng. Trong bài viết này, chúng ta sẽ đi sâu tìm hiểu về đặc điểm, ứng dụng và ảnh hưởng của máy chủ x86 trong thế giới hiện đại.

## Lịch sử và phát triển
Kiến trúc x86 được Intel giới thiệu lần đầu vào năm 1978 với vi xử lý 8086. Kể từ đó, x86 đã trở thành nền tảng cơ bản cho nhiều loại máy tính, từ máy tính cá nhân (PC) cho đến máy chủ doanh nghiệp. Trong thập kỷ 1980 và 1990, các máy chủ dựa trên x86 bắt đầu thay thế các hệ thống kiến trúc khác như RISC trong một số lĩnh vực nhất định.
Các nhà sản xuất như AMD và VIA cũng tham gia vào việc phát triển và cung cấp các bộ vi xử lý x86, mang đến tính đa dạng và cạnh tranh trên thị trường. Sự xuất hiện của x86-64, một kiến trúc 64-bit do AMD giới thiệu, đã mở rộng tác dụng và khả năng xử lý của máy chủ x86.

## Đặc điểm kỹ thuật
Máy chủ x86 sử dụng bộ vi xử lý dựa trên kiến trúc CISC (Complex Instruction Set Computing). Dưới đây là một số đặc điểm nổi bật:
1. Tính tương thích ngược: X86 hỗ trợ chạy các phần mềm cũ được viết cho các phiên bản trước, đảm bảo sự duy trì và tính ốn định.
2. Hiệu năng cao: Nhờ vào sự phát triển liên tục của công nghệ vi xử lý, các máy chủ x86 có thể xử lý khối lượng công việc lớn với tốc độ cao.
3. Hỗ trợ đa hệ điều hành: Máy chủ x86 có thể chạy nhiều hệ điều hành khác nhau như Windows Server, Linux, và VMware ESXi.

## Ứng dụng
Máy chủ x86 được sử dụng rộng rãi trong nhiều lĩnh vực:
- Doanh nghiệp: Dùng làm máy chủ để lưu trữ dữ liệu, quản lý các ứng dụng kinh doanh, và hỗ trợ hệ thống ERP (Enterprise Resource Planning).
- Trung tâm dữ liệu: Cung cấp hạ tầng cho điện toán đám mây, hosting, và quản lý hạ tầng công nghệ thông tin.
- Ngành y tế: Dùng trong việc lưu trữ hồ sơ bệnh án, quản lý hệ thống PACS (Picture Archiving and Communication System).
- Giáo dục: Triển khai các hệ thống quản lý học liệu, dạy học trực tuyến.

## Thảch thức và tương lai
Máy chủ x86 đang đối mặt với nhiều thách thức:
1. Cạnh tranh từ ARM: Kiến trúc ARM đang trở thành đối thủ lớn nhờ vào hiệu năng cao và tính tiết kiệm năng lượng.
2. Hiệu suất/năng lượng: Yêu cầu về việc giảm tiêu hao năng lượng trong khi duy trì hiệu suất cao.
3. Tính bảo mật: Vấn đề bảo mật dữ liệu và khả năng kháng lại các cuộc tấn công mạng.

Mặc dù vậy, nhờ vào những cải tiến liên tục và sự hỗ trợ từ các nhà sản xuất lớn, máy chủ x86 vẫn sẽ là một lựa chọn quan trọng trong nhiều thị trường khác nhau.